# Alois Rameš

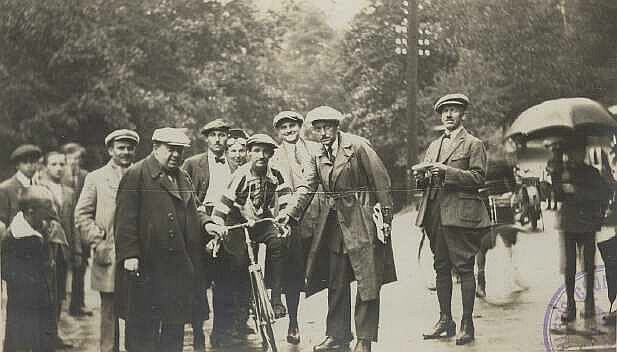
Alois Rameš Sr. 1922

Alois Rameš (28. srpna 1867, Cítov – 26. října 1952, Mělník) byl český cyklista, jeden z prvních českých závodních cyklistů konce 19. a začátku 20. století.

## Životopis
Alois Rameš se narodil v obci Cítov (čp. 164) u Mělníka. Stejně jako jeho otec Ferdinand se vyučil klempířem a pokračoval v klempířské tradici v Mělníce. 14. listopadu 1892 si ve věku 25 let vzal za manželku sedmnáctiletou Marii Hájkovou z Řepína. Jeho synové, Bohumil Rameš a Alois Rameš mladší bylí též cyklisty.

## Sportovní kariéra
Alois Rameš byl zakladatel cyklistické tradice rodiny Ramešů z Mělníka. Své závodní umění i techniku posléze předal na své syny: Ludvíka, Bohumila a Aloise. Byl mezi prvními závodníky, kteří závodili na vysokých kolech. Závodil celkem přes 30 let. Získal mnoho úspěchů a vyznamenání i při mezinárodních závodech. V roce 1900 se stal mistrem zemí Koruny české na 100 km. V roce 1922, v 55 letech, se účastnil legendárního 261,2 km dlouhého závodu, Praha – Karlovy Vary – Praha, ve kterém dojel na pátém místě. Ještě v 75 letech dojel v závodě Praha – Mochov – Praha jako první. Jeho závodní výkony byly tím pozoruhodnější, že závodil převážně na cestovním dámském kole značky BSA, na kterém vykonal cestu z Mělníka do Říma a zpět za 16 dní. Cestu tehdy konal jako pouť i jako trénink.
Získal druhé místo za mistrem světa Roblem v jízdě na válcích ve Varieté v Praze. Za svůj mimořádný výkon obdržel medaili ze zlata. Jeho výkon na 100 km v silničním závodě 3 hodiny 2 minuty byl jen o 2 minuty horší než čas mistra světa na 100 km. Výkon na tehdejší dobu a cestovní kolo, na kterém závodil je dosud nepřekonán.[zdroj⁠?!]

## Úspěchy
1900
1.  mistr zemí Koruny české na 100 km
1902
2.  vicemistr na válcích ve Varieté Praha
1922
5.  závod Praha - Karlovy Vary - Praha